# 1681 Steinmetz
1681 Steinmetz este un asteroid din centura principală, descoperit pe 23 noiembrie 1948, de Margueritte Laugier.